# La Fière Créole
Pour plus de détails, voir Fiche technique et Distribution.
La Fière Créole (The Foxes of Harrow) est un film américain réalisé par John M. Stahl, sorti en 1947.

## Synopsis
Exclu de la bonne société en raison de son illégitimité, un irlandais exilé à la Nouvelle-Orléans tente de se faire une place au soleil. Pour cela, tout lui est bon y compris séduire une riche héritière

## Fiche technique
- Titre : La Fière Créole
- Titre original : The Foxes of Harrow
- Réalisation : John M. Stahl
- Scénario : Wanda Tuchock d'après un roman de Frank Yerby
- Musique : David Buttolph
- Photographie : Joseph LaShelle
- Montage : James B. Clark
- Direction artistique : Maurice Ransford et Lyle R. Wheeler
- Décorateur de plateau : Paul S. Fox et Thomas Little
- Costumes : René Hubert et Charles Le Maire
- Production : William A. Bacher
- Société de production : 20th Century Fox
- Pays d'origine :  États-Unis
- Langue : anglais, français
- Format : noir et blanc – 35 mm – 1,37:1 – mono (Western Electric Recording)
- Genre : drame
- Durée : 117 minutes
- Dates de sortie : 
  - États-Unis : 24 septembre 1947
  - France : 28 juillet 1948
- Affiche : Boris Grinsson (France)

## Distribution
- Maureen O'Hara : Odalie 'Lilli' D'Arceneaux
- Rex Harrison : Stephen Fox
- Richard Haydn : André LeBlanc
- Victor McLaglen : Capitaine Mike Farrell
- Vanessa Brown : Aurore D'Arceneaux
- Patricia Medina : Désirée
- Gene Lockhart : Vicomte Henri D'Arceneaux
- Charles Irwin : Sean Fox
- Hugo Haas : Otto Ludenbach
- Dennis Hoey : Maître d'Harrow
- Roy Roberts : Tom Warren
- Henri Letondal : Maspero

Et, parmi les acteurs non crédités :
- Dorothy Adams : Mme Sara Fox
- Frederick Burton : Gentleman créole
- Joseph Crehan : le capitaine du bateau
- Jean Del Val : Dr Lefèvre
- Marcel Journet : Saint-Ange
- Celia Lovsky : Minna Ludenbach
- Sam McDaniel : Josh
- Georges Renavent : le prêtre